# 范兴元
范兴元（1952年3月—），男，汉族，湖北仙桃人，中华人民共和国政治人物，曾任湖北省人大常委会副主任、秘书长、党组成员，湖北省政协副主席、党组副书记。